# Dipsastraea helianthoides
Espèce
Dipsastraea helianthoides est une espèce de coraux appartenant à la famille des Merulinidae.